# 2008-as U19-es labdarúgó-Európa-bajnokság
A 2008-as U19-es labdarúgó-Európa-bajnokság házigazdája Csehország volt, a mérkőzéseket július 14. és július 26. között rendezték meg. A tornán azok a játékosok vehettek részt, akik 1989. január 1-je után születtek.
A tornáról hat csapat jutott ki a 2009-es U20-as labdarúgó-világbajnokságra, melyet Egyiptomban rendeztek.

## Selejtezők
A selejtezőket két szakaszban rendezték meg:
- 2008-as U19-es labdarúgó-Európa-bajnokság (selejtezők) – 2007. szeptember 24. – 2007. november 15.
- 2008-as U19-es labdarúgó-Európa-bajnokság (selejtezők, elitkör) – 2008. március 1. – 2008. május 31.

A tornára az alábbi csapatok kvalifikálták magukat:
- Csehország (házigazda)
- Bulgária
- Magyarország
- Spanyolország
- Németország
- Görögország
- Olaszország
- Anglia

## Eredmények

### Csoportkör
A csoportok sorsolását 2008. június 1-jén Prágában tartották, a sorsolást az UEFA ifjúsági és amatőr bizottságának elnökhelyettese, Jim Boyce, valamint a cseh A-válogatottban szereplő Petr Čech és Martin Fenin végezte.
| Jelmagyarázat |
| --- |
| A csoportok első két helyezettje bejutott az egyenes kieséses szakaszba, valamint kijutott a 2009-es U20-as labdarúgó-világbajnokságra. |
| A csoportok harmadik helyezettje kiesett az Európa-bajnokságról, azonban kijutott a 2009-es U20-as labdarúgó-világbajnokságra.          |
| A csoportok negyedik helyezettje kiesett az Európa-bajnokságról és nem jutott ki a 2009-es U20-as labdarúgó-világbajnokságra.           |

#### A csoport
| Csapat        | M | Gy | D | V | Rg | Kg | Gk | P |
| ------------- | - | -- | - | - | -- | -- | -- | - |
| Németország   | 3 | 3  | 0 | 0 | 7  | 2  | +5 | 9 |
| Magyarország  | 3 | 2  | 0 | 1 | 3  | 2  | +1 | 6 |
| Spanyolország | 3 | 1  | 0 | 2 | 5  | 3  | +2 | 3 |
| Bulgária      | 3 | 0  | 0 | 3 | 0  | 8  | –8 | 0 |

| 2008. július 14. 17:30 | Bulgária | 0 – 1                 | Magyarország | Viktoria Zizkov Stadion, Prága Nézőszám: 1 000 Játékvezető: Toussaint (luxemburgi) |
| 2008. július 14. 17:30 |          | (0 – 1) (Jegyzőkönyv) | Németh 10'   | Viktoria Zizkov Stadion, Prága Nézőszám: 1 000 Játékvezető: Toussaint (luxemburgi) |

| 2008. július 14. 19:30 | Németország               | 2 – 1                 | Spanyolország | Štruncovy Sady Stadion, Plzeň Játékvezető: Collum (skót) |
| 2008. július 14. 19:30 | Sukuta-Pasu 7' Toprak 56' | (1 – 0) (Jegyzőkönyv) | Alba 66'      | Štruncovy Sady Stadion, Plzeň Játékvezető: Collum (skót) |

| 2008. július 17. 18:00 | Spanyolország | 0 – 1                 | Magyarország | Na Litavce, Pribram Játékvezető: Sztavrev (macedón) |
| 2008. július 17. 18:00 |               | (0 – 0) (Jegyzőkönyv) | Nagy 71'     | Na Litavce, Pribram Játékvezető: Sztavrev (macedón) |

| 2008. július 17. 20:30 | Németország                             | 3 – 0                 | Bulgária | Štruncovy Sady Stadion, Plzeň Játékvezető: Moen (norvég) |
| 2008. július 17. 20:30 | Diekmeier 16' Nsereko 43' L. Bender 56' | (2 – 0) (Jegyzőkönyv) |          | Štruncovy Sady Stadion, Plzeň Játékvezető: Moen (norvég) |

| 2008. július 20. 20:00 | Magyarország | 1 – 2                 | Németország            | Na Litavce, Pribram Játékvezető: Filipović (szerb) |
| 2008. július 20. 20:00 | Simon 74'    | (0 – 1) (Jegyzőkönyv) | Reinartz 36' Risse 76' | Na Litavce, Pribram Játékvezető: Filipović (szerb) |

| 2008. július 20. 20:00 | Spanyolország                                     | 4 – 0                 | Bulgária | Viktoria Zizkov Stadion, Prága Játékvezető: Thual (francia) |
| 2008. július 20. 20:00 | Aarón 14' Emilio 17' 52' Mérida 64' Soto 60′, 75′ | (2 – 0) (Jegyzőkönyv) |          | Viktoria Zizkov Stadion, Prága Játékvezető: Thual (francia) |

#### B csoport
| Csapat      | M | Gy | D | V | Rg | Kg | Gk | P |
| ----------- | - | -- | - | - | -- | -- | -- | - |
| Olaszország | 3 | 1  | 2 | 0 | 5  | 4  | +1 | 5 |
| Csehország  | 3 | 1  | 1 | 1 | 5  | 4  | +1 | 4 |
| Anglia      | 3 | 1  | 1 | 1 | 3  | 2  | +1 | 4 |
| Görögország | 3 | 0  | 2 | 1 | 1  | 4  | -3 | 2 |

| 2008. július 14. 17:30 | Csehország                                           | 2 – 0                 | Anglia | Střelnice Stadion, Jablonec Játékvezető: Sztavrev (macedón) |
| 2008. július 14. 17:30 | Necid 54' 58' Heidenreich 41′, 73′ Brunclík 30′, 82′ | (0 – 0) (Jegyzőkönyv) |        | Střelnice Stadion, Jablonec Játékvezető: Sztavrev (macedón) |

| 2008. július 14. 19:30 | Görögország | 1 – 1                 | Olaszország             | Městský Stadion, Mladá Boleslav Játékvezető: Filipović (szerb) |
| 2008. július 14. 19:30 | Pavlísz 23' | (1 – 0) (Jegyzőkönyv) | Paloschi 90' (11-esből) | Městský Stadion, Mladá Boleslav Játékvezető: Filipović (szerb) |

| 2008. július 17. 18:00 | Csehország | 0 – 0         | Görögország     | U Nisy Stadium, Liberec Játékvezető: Toussaint (luxemburgi) |
| 2008. július 17. 18:00 |            | (Jegyzőkönyv) | Nínisz 61′, 62′ | U Nisy Stadium, Liberec Játékvezető: Toussaint (luxemburgi) |

| 2008. július 17. 20:00 | Anglia        | 0 – 0 | Olaszország | Střelnice Stadion, Jablonec Játékvezető: Thual (francia) |
| 2008. július 17. 20:00 | (Jegyzőkönyv) |       |             | Střelnice Stadion, Jablonec Játékvezető: Thual (francia) |

| 2008. július 20. 18:00 | Olaszország                                                             | 4 – 3                 | Csehország                | Městský Stadion, Mladá Boleslav Játékvezető: Collum (skót) |
| 2008. július 20. 18:00 | Poli 21' 79' Bonaventura 56' Paloschi 71' (11-esből) Mazzarani 20′, 74′ | (1 – 1) (Jegyzőkönyv) | Necid 23' Morávek 58' 86' | Městský Stadion, Mladá Boleslav Játékvezető: Collum (skót) |

| 2008. július 20. 18:00 | Anglia                                     | 3 – 0                 | Görögország | U Nisy Stadium, Liberec Játékvezető: Moen (norvég) |
| 2008. július 20. 18:00 | Mee 47' Sears 67' (11-esből) Sturridge 84' | (0 – 0) (Jegyzőkönyv) |             | U Nisy Stadium, Liberec Játékvezető: Moen (norvég) |

### Egyenes kieséses szakasz

#### Elődöntők
| 2008. július 23. 17:30 | Olaszország    | 1 – 0                 | Magyarország | Štruncovy Sady Stadion, Plzeň Játékvezető: Moen (norvég) |
| 2008. július 23. 17:30 | Forestieri 65' | (0 – 0) (Jegyzőkönyv) |              | Štruncovy Sady Stadion, Plzeň Játékvezető: Moen (norvég) |

| 2008. július 23. 20:15 | Németország                | 2 – 1 (h.u.)          | Csehország | Městský Stadion, Mladá Boleslav Játékvezető: Thual (francia) |
| 2008. július 23. 20:15 | Risse 17' Sukuta-Pasu 119' | (1 – 1) (Jegyzőkönyv) | Necid 24'  | Městský Stadion, Mladá Boleslav Játékvezető: Thual (francia) |

#### Döntő
| 2008. július 26. 19:00 | Németország                                                  | 3 – 1                 | Olaszország                           | Střelnice Stadion, Jablonec Játékvezető: Collum (skót) |
| 2008. július 26. 19:00 | L. Bender 24' Sukuta-Pasu 61' Gebhart 80' Jungwirth 34′, 36′ | (1 – 0) (Jegyzőkönyv) | Raggio Garibaldi 78' Gentili 11′, 69′ | Střelnice Stadion, Jablonec Játékvezető: Collum (skót) |

## Díjak
| 2008-as U19-es labdarúgó-Európa-bajnokság bajnoka: |
| -------------------------------------------------- |
| NÉMETORSZÁG 2. cím                                 |

## Gólszerzők
| 4 gólos - Tomáš Necid 3 gólos - Richard Sukuta-Pasu 2 gólos - Jan Morávek - Alberto Paloschi - Andrea Poli - Emilio Nsue - Lars Bender - Marcel Risse | 1 gólos - Benjamin Mee - Frederick Sears - Daniel Sturridge - Mihálisz Pavlísz - Nagy Olivér - Németh Krisztián - Simon András - Dennis Diekmeier - Savio Nsereko | 1 gólos (folytatás) - Ömer Toprak - Stefan Reinartz - Timo Gebhart - Giacomo Bonaventura - Fernando Forestieri - Raggio Garibaldi - Jordi Alba - Aarón Ñíguez - Fran Mérida |

## A 2009-es U20-as labdarúgó-világbajnokság résztvevői
Az Európa-bajnokság csoportjaiban első három helyen végzett csapatok vehettek részt a 2009-es U20-as labdarúgó-világbajnokságon.
- Anglia
- Csehország
- Magyarország
- Németország
- Olaszország
- Spanyolország

## Lásd még
- Magyar U17-es labdarúgó-válogatott
- Magyar U19-es labdarúgó-válogatott
- Magyar U20-as labdarúgó-válogatott
- Magyar U21-es labdarúgó-válogatott